# Megistostylus longicornis
Megistostylus longicornis är en tvåvingeart som först beskrevs av Fabricius 1775.  Megistostylus longicornis ingår i släktet Megistostylus och familjen styltflugor. Inga underarter finns listade i Catalogue of Life.